# Kottan ermittelt : Rien ne va plus
Pour les articles homonymes, voir Rien ne va plus.
Pour plus de détails, voir Fiche technique et Distribution.
Kottan ermittelt : Rien ne va plus est un film autrichien réalisé par Peter Patzak sorti en 2010, inspirée de la série du même nom.

## Synopsis
Le chef de la police Pilch demande au major Kottan, suspendu depuis 27 ans, de reprendre son service actif. Il s’agit d'enquêter sur une série de meurtres dans lesquels les bénéficiaires d'une vente pyramidale sont victimes. Ils ont participé à une étape intitulée Rien ne va plus, dans laquelle un seul participant devait survivre. À contrecœur, Kottan accepte la demande de Pilch. Au même moment, au sein de la police viennoise, une lutte de pouvoir oppose Pilch au major général Hofbauer, qui veut le poste de Pilch.

## Fiche technique
- Titre : Kottan ermittelt: Rien ne va plus
- Réalisation : Peter Patzak assisté de Sissi Boehler
- Scénario : Jan Zenker
- Direction artistique : Susanne Quendler-Kopf
- Costumes : Max Wohlkönig
- Photographie : Andreas Köfer (de)
- Son : Johannes Paiha
- Montage : Michou Hutter
- Producteurs : Heinrich Ambrosch (de), Kurt Mrkwicka
- Société de production : Satel Film (de)
- Société de distribution : Thimfilm Filmverleih
- Pays d'origine :  Autriche
- Langue : allemand
- Format : Couleur - 1,85:1 - Dolby Digital - 35 mm
- Genre : Comédie
- Durée : 95 minutes
- Dates de sortie :
  - Autriche : 3 décembre 2010.
  - Allemagne : 2 juin 2011.

## Distribution
- Lukas Resetarits (de) : Adolf Kottan
- Bibiana Zeller : Ilse Kottan, son épouse
- Johannes Krisch : Paul Schremser
- Robert Stadlober : Alfred Schrammel
- Udo Samel : Heribert Pilch
- Wolfgang Böck : Kurt Hofbauer
- Mavie Hörbiger : Marianne Herzer
- Franz Suhrada (de) : Un policier
- Erni Mangold : La mère Ziwoda
- Chris Lohner (de) : La speakrine
- Ernst Konarek (de) : Horrak